# José Natividad Macías

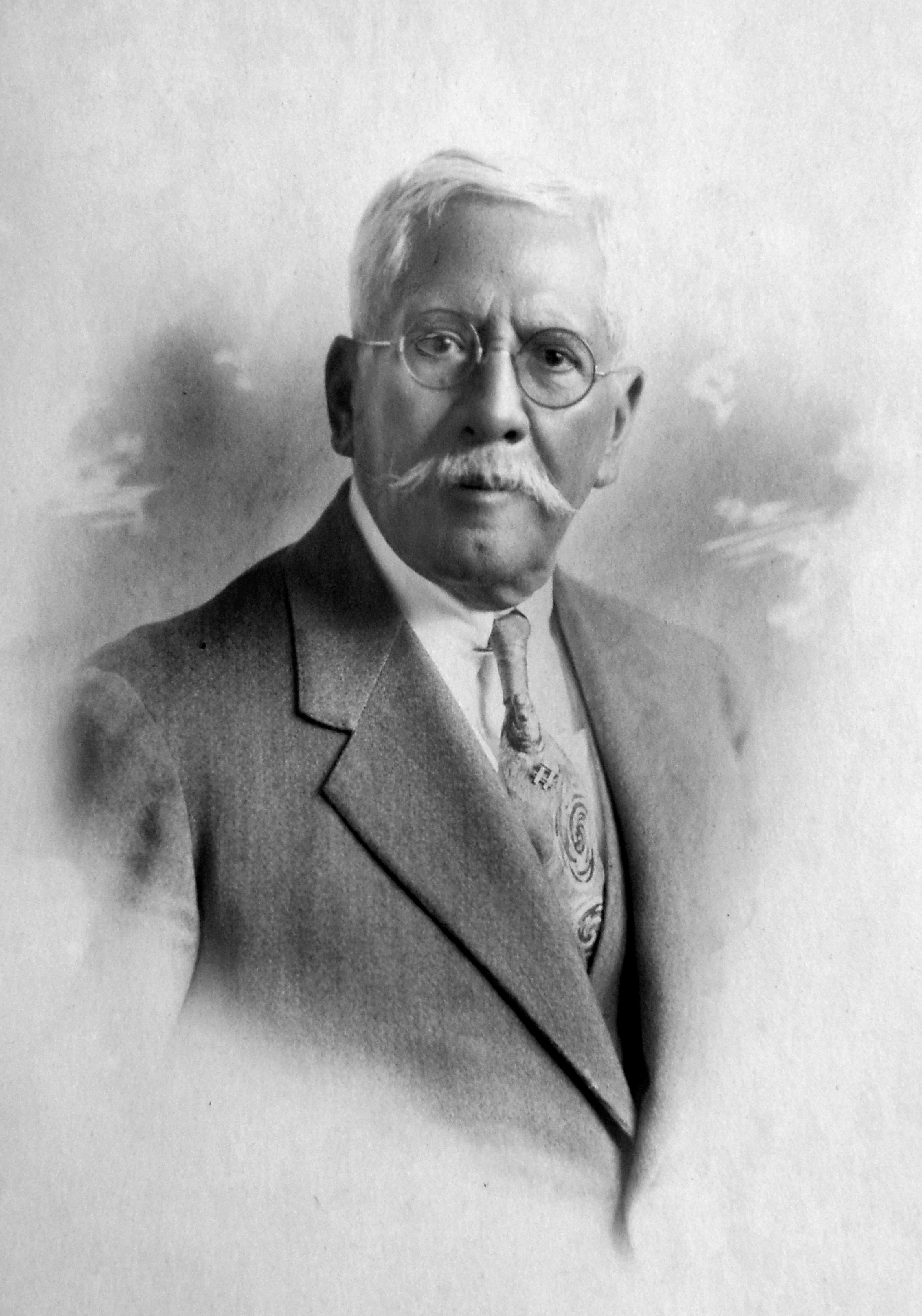
José Natividad Macías

José Natividad Macías Castorena (* 8. September 1857 in Silao/Guanajuato; † 19. Oktober 1948 in Mexiko-Stadt) war ein mexikanischer Jurist, zweifacher Rektor der Universidad Nacional de México (UNM) und Politiker.

## Biografie
José Natividad Macías  besuchte zunächst die Escuela Nacional Preparatoria (ENP), studierte danach Rechtswissenschaften an der Escuela Nacional de Jurisprudencia und graduierte 1894.
Präsident Carranza beauftragte ihn mit der Erarbeitung eines Änderungsentwurfs für die mexikanische Verfassung, der als sogenannte „Constituyente de Querétaro“ (deutsch: Konstituente von Querétaro) den Grundstein für die mexikanische Verfassung von 1917 legte.
Während seiner ersten Amtszeit als Rektor der UNM vom 1. Juli 1915 bis zum 22. November 1916 befasste er sich mit dem Vorschlag der Universität, dass von jedem Studierenden fünf Pesos monatlich für das Hochschulstudium an den zugehörigen Universitätsschulen und Fakultäten zu entrichten seien. Während seiner zweiten Rektorenzeit vom 3. Mai 1917 bis 7. Mai 1920 nahm er im Dezember 1917 an der Debatte über den Artikel 3 der Verfassung teil. Nach der Revolution erhielt er in der 16. Legislaturperiode einen Sitz im Parlament.